# Colette Brix
Colette L. Brix (født 7. juni 1950 i København) er en dansk politiker og direktør, som er opstillet som folketingskandidat for Venstre i Københavns Omegns Storkreds (Gentofte-kredsen) siden juni 2016. Fra maj 2014 var hun opstillet for Venstre i Valbykredsen.
Colette Brix repræsenterede Dansk Folkeparti i Folketinget fra 2001 til 2011.
Brix var folketingsmedlem for Storstrøms Amtskreds fra 20. november 2001. DF's kandidat i Næstved-kredsen fra 1999. I Køge-kredsen siden 2007. Medlem af repræsentantskabet for Dansk Erhverv. Formand for Dansk Erhvervssammenslutning, siden 1997. Næstformand 1993-1997. 
Fuldmægtig på et vekselererkontor 1968-1974. Prokurist i C.M. Møbler 1975-1986. Gymnastiklærer i Gymnastikringen 1980-1982. Eget kosmetikfirma, »Clinique Colette«, fra 1986 samt tre detailforretninger. 

## Uddannelse
- 9. klasses afgangseksamen Strandvejskolen 1957-1965.
- Realskole Vognmandsmarken Skole 1966-1967

- Kosmetolog Katborg Skole 1984-1985.

## Eksterne Henvisninger
- Colette L. Brix på Folketingets hjemmeside
- Gammelt portrætfoto